# أندرو كوهن (صحفي)
أندرو كوهن هو صحفي كندي، ولد في 23 أكتوبر 1955 في مونتريال في كندا.